# はるしお (潜水艦・初代)
はるしお（ローマ字：JDS Harushio, SS-563）は、海上自衛隊の潜水艦。あさしお型潜水艦の2番艦。艦名は春の潮に由来する。なお、艦艇名としては旧海軍通して初の命名である。（ただし、建造はされなかった改⑤計画における改夕雲型駆逐艦の計画艦の予定艦名に春潮（はるしお）がある。）

## 艦歴
「はるしお」は、第2次防衛力整備計画に基づく昭和39年度計画潜水艦8063号艦として、三菱重工業神戸造船所で1965年10月12日に起工され、1967年2月25日に進水、1967年12月1日に就役し、第1潜水隊群に直轄艦として編入された。
1968年3月16日、第1潜水隊群隷下に第3潜水隊が新編され「あさしお」とともに編入された。
1969年6月20日から9月9日までの間、ハワイ派遣訓練に参加。
1970年9月9日、海上自衛隊演習に参加中、津軽海峡西方で潜航中に護衛艦「おおい」と接触し、潜望鏡を破損した。
1973年9月15日から11月30日までの間、ハワイ派遣訓練に参加。同年10月16日、第3潜水隊が自衛艦隊隷下に新編された第2潜水隊群隷下に編成替え。
1983年3月1日、第2潜水隊群直轄艦となる。
1984年3月30日、除籍。